# Copa do Mundo de Futebol Feminino de 2019
A Copa do Mundo de Futebol Feminino de 2019 foi a oitava edição do campeonato e teve como país anfitrião a França. A competição ocorreu pela primeira vez neste país, cuja sede foi designada pela Federação Internacional de Futebol em uma reunião ocorrida em março de 2015. O torneio teve início no dia 7 de junho e se encerrou em 7 de julho. Um total de onze cidades diferentes sediam partidas do torneio.
Os Estados Unidos venceram os Países Baixos na final por 2–0 e conquistaram a Copa do Mundo pela quarta vez, sendo o segundo consecutivo, tornando-se a segunda seleção desde a Alemanha em 2007 a defender com sucesso o título.
Durante uma partida disputada em Reims, válida pela fase de grupos, os Estados Unidos venceram a Tailândia por 13–0 e registraram a maior vitória em diferença de gols na história da competição.
Com dois gols marcados pelo Brasil, um no duelo contra a Austrália e outro contra a Itália, Marta chegou a marca de dezessete gols na história das Copas, superando o alemão Miroslav Klose como maior goleadora em mundiais. Tornou-se ainda a primeira, entre homens e mulheres, a marcar em cinco edições diferentes do torneio.

## Candidaturas
Em 6 de março de 2014, a FIFA anunciou o início da licitação para a Copa do Mundo Feminina de 2019. As associações membros interessadas em sediar o torneio tiveram que apresentar uma declaração de interesse até o dia 15 de abril de 2014, e fornecer o conjunto completo de documentos de licitação até 31 de outubro daquele ano. Em princípio, a FIFA preferia que a Copa do Mundo de 2019 e a Copa do Mundo de Futebol Feminino Sub-20 de 2018 fossem organizadas pela mesma associação membro, mas se as circunstâncias exigissem o contrário, a FIFA se reservava no direito de atribuir a sede dos eventos a diferentes países.
Inicialmente, cinco países indicaram interesse em sediar os eventos: África do Sul, Coreia do Sul, França, Inglaterra e Nova Zelândia. No entanto, em outubro de 2014 o número de licitações de nações foi reduzida a duas, quando a Federação Francesa de Futebol e a Associação de Futebol da Coreia apresentaram os seus documentos oficiais para a FIFA. Tanto a The Football Association quanto a New Zealand Football registraram manifestações de interesse em abril 2014, mas em junho de 2014, foi anunciado que cada uma deixaria de prosseguir. A Associação de Futebol da África do Sul registou uma manifestação de interesse até a data limite de abril de 2014, no entanto depois decidiu se retirar antes do prazo final de outubro. Tanto a Associação de Futebol do Japão quanto a Associação Sueca de Futebol também manifestaram interesse na licitação para realização do torneio de 2019, no entanto, o Japão optou por se concentrar na Copa do Mundo de Rugby de 2019 e nos Jogos Olímpicos de 2020, enquanto a Suécia decidiu se concentrar nas competições europeias sub-17.
Os seguintes países apresentaram propostas oficiais para sediar o torneio através da apresentação de seus documentos até 31 de outubro de 2014:
- Coreia do Sul[19]
- França[20]

Em 19 de março de 2015, a França ganhou oficialmente a candidatura para sediar a Copa do Mundo de Futebol Feminino de 2019. A decisão foi tomada depois de uma votação feita pelo Comité Executivo da FIFA.

## Estádios
O jogo de uma semifinal e a final foram disputadas no Parc Olympique Lyonnais, em Lyon, com capacidade para 58 mil espectadores. Roazhon Park, em Rennes acolheu seis partidas sendo quatro na fase de grupos, uma nas oitavas de final, e uma na semifinal. O Parc des Princes, em Paris, recebeu o jogo de abertura. Nove outras cidades se candidataram a sediar partidas, com seis deles sendo escolhidas para a Copa do Mundo.
| Lyon                    | Paris                                                                   | Nice                                                                    | Montpellier                                                             |                                                                         |
| ----------------------- | ----------------------------------------------------------------------- | ----------------------------------------------------------------------- | ----------------------------------------------------------------------- | ----------------------------------------------------------------------- |
| Parc Olympique Lyonnais | Parc des Princes                                                        | Stade de Nice                                                           | Stade de la Mosson                                                      |                                                                         |
| Capacidade: 59 186      | Capacidade: 48 583                                                      | Capacidade: 35 624                                                      | Capacidade: 32 900                                                      |                                                                         |
|                         |                                                                         |                                                                         |                                                                         |                                                                         |
| Rennes                  | Lyon Grenoble Le Havre Montpellier Nice Paris Reims Rennes Valenciennes | Lyon Grenoble Le Havre Montpellier Nice Paris Reims Rennes Valenciennes | Lyon Grenoble Le Havre Montpellier Nice Paris Reims Rennes Valenciennes | Lyon Grenoble Le Havre Montpellier Nice Paris Reims Rennes Valenciennes |
| Roazhon Park            | Lyon Grenoble Le Havre Montpellier Nice Paris Reims Rennes Valenciennes | Lyon Grenoble Le Havre Montpellier Nice Paris Reims Rennes Valenciennes | Lyon Grenoble Le Havre Montpellier Nice Paris Reims Rennes Valenciennes | Lyon Grenoble Le Havre Montpellier Nice Paris Reims Rennes Valenciennes |
| Capacidade: 29 164      | Lyon Grenoble Le Havre Montpellier Nice Paris Reims Rennes Valenciennes | Lyon Grenoble Le Havre Montpellier Nice Paris Reims Rennes Valenciennes | Lyon Grenoble Le Havre Montpellier Nice Paris Reims Rennes Valenciennes | Lyon Grenoble Le Havre Montpellier Nice Paris Reims Rennes Valenciennes |
|                         | Lyon Grenoble Le Havre Montpellier Nice Paris Reims Rennes Valenciennes | Lyon Grenoble Le Havre Montpellier Nice Paris Reims Rennes Valenciennes | Lyon Grenoble Le Havre Montpellier Nice Paris Reims Rennes Valenciennes | Lyon Grenoble Le Havre Montpellier Nice Paris Reims Rennes Valenciennes |
| Le Havre                | Valenciennes                                                            | Reims                                                                   | Grenoble                                                                |                                                                         |
| Stade Océane            | Stade du Hainaut                                                        | Stade Auguste-Delaune                                                   | Stade des Alpes                                                         |                                                                         |
| Capacidade: 25 178      | Capacidade: 25 172                                                      | Capacidade: 21 127                                                      | Capacidade: 20 068                                                      |                                                                         |
|                         |                                                                         |                                                                         |                                                                         |                                                                         |

## Participantes
As competições que qualificaram as seleções para a Copa do Mundo foram disputadas entre abril de 2017 e novembro de 2018, onde foram apuradas 23 seleções para o torneio, além da anfitriã França que já estava previamente classificada por ser o país sede.
As seguintes seleções foram classificadas para a disputa do Mundial.
| Confederação               | Seleção        | Presenças | Primeira presença | Última presença | Melhor resultado anterior                |
| -------------------------- | -------------- | --------- | ----------------- | --------------- | ---------------------------------------- |
| UEFA (8 vagas + país sede) | Alemanha       | 8         | 1991              | 2015            | Campeã (2003 e 2007)                     |
| UEFA (8 vagas + país sede) | Escócia        | 1         | –                 | –               | Estreante                                |
| UEFA (8 vagas + país sede) | Espanha        | 2         | 2015              | 2015            | Fase de grupos (2015)                    |
| UEFA (8 vagas + país sede) | França         | 4         | 2003              | 2015            | Quarto lugar (2011)                      |
| UEFA (8 vagas + país sede) | Inglaterra     | 4         | 1995              | 2015            | Terceiro lugar (2015)                    |
| UEFA (8 vagas + país sede) | Itália         | 3         | 1991              | 1999            | Quartas de final (1991)                  |
| UEFA (8 vagas + país sede) | Noruega        | 8         | 1991              | 2015            | Campeã (1995)                            |
| UEFA (8 vagas + país sede) | Países Baixos  | 2         | 2015              | 2015            | Oitavas de final (2015)                  |
| UEFA (8 vagas + país sede) | Suécia         | 8         | 1991              | 2015            | Vice-campeã (2003)                       |
| AFC (5 vagas)              | Austrália      | 7         | 1995              | 2015            | Quartas de final (2007, 2011 e 2015)     |
| AFC (5 vagas)              | China          | 7         | 1991              | 2015            | Vice-campeã (1999)                       |
| AFC (5 vagas)              | Coreia do Sul  | 3         | 2003              | 2015            | Oitavas de final (2015)                  |
| AFC (5 vagas)              | Japão          | 8         | 1991              | 2015            | Campeã (2011)                            |
| AFC (5 vagas)              | Tailândia      | 2         | 2015              | 2015            | Fase de grupos (2015)                    |
| CAF (3 vagas)              | África do Sul  | 1         | –                 | –               | Estreante                                |
| CAF (3 vagas)              | Camarões       | 2         | 2015              | 2015            | Oitavas de final (2015)                  |
| CAF (3 vagas)              | Nigéria        | 8         | 1991              | 2015            | Quartas de final (1999)                  |
| CONCACAF (3 vagas)         | Canadá         | 7         | 1995              | 2015            | Quarto lugar (2003)                      |
| CONCACAF (3 vagas)         | Estados Unidos | 8         | 1991              | 2015            | Campeã (1991, 1999 e 2015)               |
| CONCACAF (3 vagas)         | Jamaica        | 1         | –                 | –               | Estreante                                |
| CONMEBOL (3 vagas)         | Argentina¹     | 3         | 2003              | 2007            | Fase de grupos (2003 e 2007)             |
| CONMEBOL (3 vagas)         | Brasil         | 8         | 1991              | 2015            | Vice-campeã (2007)                       |
| CONMEBOL (3 vagas)         | Chile          | 1         | –                 | –               | Estreante                                |
| OFC (1 vaga)               | Nova Zelândia  | 5         | 1991              | 2015            | Fase de grupos (1991, 2007, 2011 e 2015) |

¹Qualificou-se na repescagem contra uma seleção da CONCACAF (Panamá).

## Arbitragem
Em 3 de dezembro de 2018 a FIFA anunciou as árbitras e assistentes para o Mundial, escolhidas através da sua Comissão de Árbitros.
Esta é a lista de árbitras e assistentes que atuam na Copa do Mundo Feminina:
| Árbitras                  | Assistentes |
| AFC                       | AFC |
| ------------------------- | --- |
| AUS Kate Jacewicz         | JPN Makoto Bozano CHN Fang Yan JPN Maiko Hagio PRK Hong Kum-nyo KOR Kim Kyoung-min KOR Lee Seul-gi JPN Naomi Teshirogi                                            |
| CHN Qin Liang             | JPN Makoto Bozano CHN Fang Yan JPN Maiko Hagio PRK Hong Kum-nyo KOR Kim Kyoung-min KOR Lee Seul-gi JPN Naomi Teshirogi                                            |
| AUS Casey Reibelt         | JPN Makoto Bozano CHN Fang Yan JPN Maiko Hagio PRK Hong Kum-nyo KOR Kim Kyoung-min KOR Lee Seul-gi JPN Naomi Teshirogi                                            |
| PRK Ri Hyang-ok           | JPN Makoto Bozano CHN Fang Yan JPN Maiko Hagio PRK Hong Kum-nyo KOR Kim Kyoung-min KOR Lee Seul-gi JPN Naomi Teshirogi                                            |
| JPN Yoshimi Yamashita     | JPN Makoto Bozano CHN Fang Yan JPN Maiko Hagio PRK Hong Kum-nyo KOR Kim Kyoung-min KOR Lee Seul-gi JPN Naomi Teshirogi                                            |
| CAF                       | |
| ETH Lidya Tafesse Abebe   | MWI Bernadettar Kwimbira KEN Mary Njoroge MAD Lidwine Rakotozafinoro MRI Queency Victoire                                                                         |
| ZAM Gladys Lengwe         | MWI Bernadettar Kwimbira KEN Mary Njoroge MAD Lidwine Rakotozafinoro MRI Queency Victoire                                                                         |
| RWA Salima Mukansanga     | MWI Bernadettar Kwimbira KEN Mary Njoroge MAD Lidwine Rakotozafinoro MRI Queency Victoire                                                                         |
| CONCACAF                  | |
| CAN Marie-Soleil Beaudoin | CAN Chandal Boudreau JAM Princess Brown MEX Enedina Caudillo MEX Mayte Chávez USA Felisha Mariscal USA Kathryn Nesbitt HON Shirley Perello JAM Stephanie Yee Sing |
| HON Melissa Borjas        | CAN Chandal Boudreau JAM Princess Brown MEX Enedina Caudillo MEX Mayte Chávez USA Felisha Mariscal USA Kathryn Nesbitt HON Shirley Perello JAM Stephanie Yee Sing |
| USA Ekaterina Koroleva    | CAN Chandal Boudreau JAM Princess Brown MEX Enedina Caudillo MEX Mayte Chávez USA Felisha Mariscal USA Kathryn Nesbitt HON Shirley Perello JAM Stephanie Yee Sing |
| MEX Lucila Venegas        | CAN Chandal Boudreau JAM Princess Brown MEX Enedina Caudillo MEX Mayte Chávez USA Felisha Mariscal USA Kathryn Nesbitt HON Shirley Perello JAM Stephanie Yee Sing |
| OFC                       | |
| NZL Anna-Marie Keighley   | NZL Sara Jones SAM Maria Salamasina |

| Árbitras                   | Assistentes |
| CONMEBOL                   | CONMEBOL |
| -------------------------- | --- |
| BRA Edina Alves            | ECU Mónica Amboya BRA Neuza Back COL Mary Blanco ARG Mariana de Almeida URU Luciana Mascaraña BRA Tatiane Sacilotti CHI Loreto Toloza CHI Leslie Vásquez |
| CHI María Carvajal         | ECU Mónica Amboya BRA Neuza Back COL Mary Blanco ARG Mariana de Almeida URU Luciana Mascaraña BRA Tatiane Sacilotti CHI Loreto Toloza CHI Leslie Vásquez |
| ARG Laura Fortunato        | ECU Mónica Amboya BRA Neuza Back COL Mary Blanco ARG Mariana de Almeida URU Luciana Mascaraña BRA Tatiane Sacilotti CHI Loreto Toloza CHI Leslie Vásquez |
| URU Claudia Umpiérrez      | ECU Mónica Amboya BRA Neuza Back COL Mary Blanco ARG Mariana de Almeida URU Luciana Mascaraña BRA Tatiane Sacilotti CHI Loreto Toloza CHI Leslie Vásquez |
| UEFA                       | |
| CZE Jana Adámková          | UKR Oleksandra Ardasheva SCO Kylie Cockburn ROU Petruța Iugulescu GRE Chrysoula Kourompylia SUI Susanne Kung RUS Ekaterina Kurochkina SWE Julia Magnusson ENG Sian Massey FRA Manuela Nicolosi IRL Michelle O'Neill GER Katrin Rafalski ENG Lisa Rashid CZE Lucie Ratajová CRO Sanja Rođak UKR Maryna Striletska SVK Mária Súkeníková ROU Mihaela Tepusa HUN Katalin Török |
| POR Sandra Braz            | UKR Oleksandra Ardasheva SCO Kylie Cockburn ROU Petruța Iugulescu GRE Chrysoula Kourompylia SUI Susanne Kung RUS Ekaterina Kurochkina SWE Julia Magnusson ENG Sian Massey FRA Manuela Nicolosi IRL Michelle O'Neill GER Katrin Rafalski ENG Lisa Rashid CZE Lucie Ratajová CRO Sanja Rođak UKR Maryna Striletska SVK Mária Súkeníková ROU Mihaela Tepusa HUN Katalin Török |
| FRA Stéphanie Frappart     | UKR Oleksandra Ardasheva SCO Kylie Cockburn ROU Petruța Iugulescu GRE Chrysoula Kourompylia SUI Susanne Kung RUS Ekaterina Kurochkina SWE Julia Magnusson ENG Sian Massey FRA Manuela Nicolosi IRL Michelle O'Neill GER Katrin Rafalski ENG Lisa Rashid CZE Lucie Ratajová CRO Sanja Rođak UKR Maryna Striletska SVK Mária Súkeníková ROU Mihaela Tepusa HUN Katalin Török |
| GER Riem Hussein           | UKR Oleksandra Ardasheva SCO Kylie Cockburn ROU Petruța Iugulescu GRE Chrysoula Kourompylia SUI Susanne Kung RUS Ekaterina Kurochkina SWE Julia Magnusson ENG Sian Massey FRA Manuela Nicolosi IRL Michelle O'Neill GER Katrin Rafalski ENG Lisa Rashid CZE Lucie Ratajová CRO Sanja Rođak UKR Maryna Striletska SVK Mária Súkeníková ROU Mihaela Tepusa HUN Katalin Török |
| HUN Katalin Kulcsár        | UKR Oleksandra Ardasheva SCO Kylie Cockburn ROU Petruța Iugulescu GRE Chrysoula Kourompylia SUI Susanne Kung RUS Ekaterina Kurochkina SWE Julia Magnusson ENG Sian Massey FRA Manuela Nicolosi IRL Michelle O'Neill GER Katrin Rafalski ENG Lisa Rashid CZE Lucie Ratajová CRO Sanja Rođak UKR Maryna Striletska SVK Mária Súkeníková ROU Mihaela Tepusa HUN Katalin Török |
| UKR Kateryna Monzul        | UKR Oleksandra Ardasheva SCO Kylie Cockburn ROU Petruța Iugulescu GRE Chrysoula Kourompylia SUI Susanne Kung RUS Ekaterina Kurochkina SWE Julia Magnusson ENG Sian Massey FRA Manuela Nicolosi IRL Michelle O'Neill GER Katrin Rafalski ENG Lisa Rashid CZE Lucie Ratajová CRO Sanja Rođak UKR Maryna Striletska SVK Mária Súkeníková ROU Mihaela Tepusa HUN Katalin Török |
| RUS Anastasia Pustovoitova | UKR Oleksandra Ardasheva SCO Kylie Cockburn ROU Petruța Iugulescu GRE Chrysoula Kourompylia SUI Susanne Kung RUS Ekaterina Kurochkina SWE Julia Magnusson ENG Sian Massey FRA Manuela Nicolosi IRL Michelle O'Neill GER Katrin Rafalski ENG Lisa Rashid CZE Lucie Ratajová CRO Sanja Rođak UKR Maryna Striletska SVK Mária Súkeníková ROU Mihaela Tepusa HUN Katalin Török |
| SUI Esther Staubli         | UKR Oleksandra Ardasheva SCO Kylie Cockburn ROU Petruța Iugulescu GRE Chrysoula Kourompylia SUI Susanne Kung RUS Ekaterina Kurochkina SWE Julia Magnusson ENG Sian Massey FRA Manuela Nicolosi IRL Michelle O'Neill GER Katrin Rafalski ENG Lisa Rashid CZE Lucie Ratajová CRO Sanja Rođak UKR Maryna Striletska SVK Mária Súkeníková ROU Mihaela Tepusa HUN Katalin Török |
| GER Bibiana Steinhaus      | UKR Oleksandra Ardasheva SCO Kylie Cockburn ROU Petruța Iugulescu GRE Chrysoula Kourompylia SUI Susanne Kung RUS Ekaterina Kurochkina SWE Julia Magnusson ENG Sian Massey FRA Manuela Nicolosi IRL Michelle O'Neill GER Katrin Rafalski ENG Lisa Rashid CZE Lucie Ratajová CRO Sanja Rođak UKR Maryna Striletska SVK Mária Súkeníková ROU Mihaela Tepusa HUN Katalin Török |

## Sorteio
O sorteio que definiu a composição dos grupos realizou-se em 8 de dezembro de 2018 no La Seine Musicale, em Boulogne-Billancourt, comuna localizada nos subúrbios de Paris.
As 24 seleções foram distribuídas em quatro potes de acordo com as colocações no Ranking Feminino Mundial de FIFA de 7 de dezembro de 2018, sendo que a França estava automaticamente posicionada no Pote 1. Nenhum grupo poderia conter mais de uma seleção de cada confederação, com exceção da UEFA que poderia ter até duas seleções por grupo.
| Pote 1                                                                                       | Pote 2                                                                       | Pote 3                                                                                   | Pote 4                                                                               |
| -------------------------------------------------------------------------------------------- | ---------------------------------------------------------------------------- | ---------------------------------------------------------------------------------------- | ------------------------------------------------------------------------------------ |
| França (3, anfitriã) Estados Unidos (1) Alemanha (2) Inglaterra (4) Canadá (5) Austrália (6) | Países Baixos (7) Japão (8) Suécia (9) Brasil (10) Espanha (12) Noruega (13) | Coreia do Sul (14) China (15) Itália (16) Nova Zelândia (19) Escócia (20) Tailândia (29) | Argentina (36) Chile (38) Nigéria (39) Camarões (46) África do Sul (48) Jamaica (53) |

## Convocações
Cada equipe teve que fornecer à FIFA uma equipe preliminar entre 23 e 50 jogadores até 26 de abril de 2019, que não será publicada. A partir do plantel preliminar, a equipe teve que nomear um esquadrão final de 23 jogadores (três dos quais devem ser goleiros) por um prazo determinado. Os jogadores da equipe final puderam ser substituídos por uma jogadora da equipe preliminar devido a lesões graves ou doença até 24 horas antes do início da primeira partida da equipe.

## Fase de grupos
O programa de partidas da competição foi divulgado em 8 de fevereiro de 2018. As duas primeiras colocadas de cada grupo, mais as quatro melhores terceiro colocadas avançam para as oitavas de final.
|  | Equipes classificadas às oitavas de final              |
|  | Equipes classificadas como melhores terceiro colocadas |
|  | Equipes eliminadas                                     |

Todas as partidas seguem o fuso horário local (UTC+2).

### Grupo A
| Pos. | Seleção       | Pts | J | V | E | D | GP | GC | SG |
| ---- | ------------- | --- | - | - | - | - | -- | -- | -- |
| 1    | França        | 9   | 3 | 3 | 0 | 0 | 7  | 1  | +6 |
| 2    | Noruega       | 6   | 3 | 2 | 0 | 1 | 6  | 3  | +3 |
| 3    | Nigéria       | 3   | 3 | 1 | 0 | 2 | 2  | 4  | –2 |
| 4    | Coreia do Sul | 0   | 3 | 0 | 0 | 3 | 1  | 8  | –7 |

| 7 de junho | França                                       | 4 – 0     | Coreia do Sul | Parc des Princes, Paris                        |
| 21:00      | Le Sommer 9' · Renard 35', 45+2' · Henry 85' | Relatório |               | Público: 45 261 Árbitro: URU Claudia Umpiérrez |

| 8 de junho | Noruega                                    | 3 – 0     | Nigéria | Stade Auguste-Delaune, Reims               |
| 21:00      | Reiten 17' · Utland 34' · Ohale 37' (g.c.) | Relatório |         | Público: 11 058 Árbitro: AUS Kate Jacewicz |

| 12 de junho | Nigéria                              | 2 – 0     | Coreia do Sul | Stade des Alpes, Grenoble                           |
| 15:00       | Kim Do-yeon 29' (g.c.) · Oshoala 75' | Relatório |               | Público: 11 252 Árbitro: RUS Anastasia Pustovoitova |

| 12 de junho | França                           | 2 – 1     | Noruega           | Stade de Nice, Nice                            |
| 21:00       | Gauvin 46' · Le Sommer 72' (pen) | Relatório | Renard 54' (g.c.) | Público: 34 872 Árbitro: GER Bibiana Steinhaus |

| 17 de junho | Nigéria | 0 – 1     | França           | Roazhon Park, Rennes                        |
| 21:00       |         | Relatório | Renard 79' (pen) | Público: 28 267 Árbitro: HON Melissa Borjas |

| 17 de junho | Coreia do Sul  | 1 – 2     | Noruega                                  | Stade Auguste-Delaune, Reims                       |
| 21:00       | Yeo Min-ji 78' | Relatório | C. Hansen 4' (pen) · Herlovsen 50' (pen) | Público: 13 034 Árbitro: CAN Marie-Soleil Beaudoin |

### Grupo B
| Pos. | Seleção       | Pts | J | V | E | D | GP | GC | SG |
| ---- | ------------- | --- | - | - | - | - | -- | -- | -- |
| 1    | Alemanha      | 9   | 3 | 3 | 0 | 0 | 6  | 0  | +6 |
| 2    | Espanha       | 4   | 3 | 1 | 1 | 1 | 3  | 2  | +1 |
| 3    | China         | 4   | 3 | 1 | 1 | 1 | 1  | 1  | 0  |
| 4    | África do Sul | 0   | 3 | 0 | 0 | 3 | 1  | 8  | –7 |

| 8 de junho | Alemanha  | 1 – 0     | China | Roazhon Park, Rennes                               |
| 15:00      | Gwinn 66' | Relatório |       | Público: 15 283 Árbitro: CAN Marie-Soleil Beaudoin |

| 8 de junho | Espanha                                      | 3 – 1     | África do Sul | Stade Océane, Le Havre                      |
| 18:00      | Hermoso 69' (pen), 82' (pen) · L. García 89' | Relatório | Kgatlana 25'  | Público: 12 044 Árbitro: CHI María Carvajal |

| 12 de junho | Alemanha    | 1 – 0     | Espanha | Stade du Hainaut, Valenciennes               |
| 18:00       | Däbritz 42' | Relatório |         | Público: 20 761 Árbitro: UKR Kateryna Monzul |

| 13 de junho | África do Sul | 0 – 1     | China       | Parc des Princes, Paris                      |
| 21:00       |               | Relatório | Li Ying 40' | Público: 20 011 Árbitro: HUN Katalin Kulcsár |

| 17 de junho | África do Sul | 0 – 4     | Alemanha                                          | Stade de la Mosson, Montpellier          |
| 18:00       |               | Relatório | Leupolz 14' · Däbritz 29' · Popp 40' · Magull 58' | Público: 15 502 Árbitro: POR Sandra Braz |

| 17 de junho | China | 0 – 0     | Espanha | Stade Océane, Le Havre                   |
| 18:00       |       | Relatório |         | Público: 11 814 Árbitro: BRA Edina Alves |

### Grupo C
| Pos. | Seleção   | Pts | J | V | E | D | GP | GC | SG  |
| ---- | --------- | --- | - | - | - | - | -- | -- | --- |
| 1    | Itália    | 6   | 3 | 2 | 0 | 1 | 7  | 2  | +5  |
| 2    | Austrália | 6   | 3 | 2 | 0 | 1 | 8  | 5  | +3  |
| 3    | Brasil    | 6   | 3 | 2 | 0 | 1 | 6  | 3  | +3  |
| 4    | Jamaica   | 0   | 3 | 0 | 0 | 3 | 1  | 12 | –11 |

| 9 de junho | Austrália | 1 – 2     | Itália              | Stade du Hainaut, Valenciennes              |
| 13:00      | Kerr 22'  | Relatório | Bonansea 56', 90+5' | Público: 15 380 Árbitro: HON Melissa Borjas |

| 9 de junho | Brasil                  | 3 – 0     | Jamaica | Stade des Alpes, Grenoble                 |
| 15:30      | Cristiane 15', 50', 64' | Relatório |         | Público: 17 668 Árbitro: GER Riem Hussein |

| 13 de junho | Austrália                                     | 3 – 2     | Brasil                          | Stade de la Mosson, Montpellier             |
| 18:00       | Foord 45+1' · Logarzo 58' · Mônica 66' (g.c.) | Relatório | Marta 27' (pen) · Cristiane 38' | Público: 17 032 Árbitro: SUI Esther Staubli |

| 14 de junho | Jamaica | 0 – 5     | Itália                                       | Stade Auguste-Delaune, Reims                     |
| 18:00       |         | Relatório | Girelli 12' (pen), 25', 46' · Galli 71', 81' | Público: 12 016 Árbitro: NZL Anna-Marie Keighley |

| 18 de junho | Jamaica    | 1 – 4     | Austrália               | Stade des Alpes, Grenoble                    |
| 21:00       | Solaun 49' | Relatório | Kerr 11', 42', 69', 83' | Público: 17 402 Árbitro: HUN Katalin Kulcsár |

| 18 de junho | Itália | 0 – 1     | Brasil          | Stade du Hainaut, Valenciennes              |
| 21:00       |        | Relatório | Marta 74' (pen) | Público: 21 669 Árbitro: MEX Lucila Venegas |

### Grupo D
| Pos. | Seleção    | Pts | J | V | E | D | GP | GC | SG |
| ---- | ---------- | --- | - | - | - | - | -- | -- | -- |
| 1    | Inglaterra | 9   | 3 | 3 | 0 | 0 | 5  | 1  | +4 |
| 2    | Japão      | 4   | 3 | 1 | 1 | 1 | 2  | 3  | –1 |
| 3    | Argentina  | 2   | 3 | 0 | 2 | 1 | 3  | 4  | –1 |
| 4    | Escócia    | 1   | 3 | 0 | 1 | 2 | 5  | 7  | –2 |

| 9 de junho | Inglaterra                   | 2 – 1     | Escócia    | Stade de Nice, Nice                        |
| 18:00      | Parris 14' (pen) · White 40' | Relatório | Emslie 79' | Público: 13 188 Árbitro: CZE Jana Adámková |

| 10 de junho | Argentina | 0 – 0     | Japão | Parc des Princes, Paris                         |
| 18:00       |           | Relatório |       | Público: 25 055 Árbitro: FRA Stéphanie Frappart |

| 14 de junho | Japão                             | 2 – 1     | Escócia      | Roazhon Park, Rennes                             |
| 15:00       | Iwabuchi 23' · Sugasawa 37' (pen) | Relatório | Clelland 88' | Público: 13 201 Árbitro: ETH Lidya Tafesse Abebe |

| 14 de junho | Inglaterra | 1 – 0     | Argentina | Stade Océane, Le Havre                 |
| 21:00       | Taylor 62' | Relatório |           | Público: 20 294 Árbitro: CHN Qin Liang |

| 19 de junho | Japão | 0 – 2     | Inglaterra     | Stade de Nice, Nice                            |
| 21:00       |       | Relatório | White 14', 84' | Público: 14 319 Árbitro: URU Claudia Umpiérrez |

| 19 de junho | Escócia                                 | 3 – 3     | Argentina                                                    | Parc des Princes, Paris                  |
| 21:00       | Little 19' · Beattie 49' · Cuthbert 69' | Relatório | Menéndez 74' · Alexander 79' (g.c.) · Bonsegundo 90+4' (pen) | Público: 28 205 Árbitro: PRK Ri Hyang-ok |

### Grupo E
| Pos. | Seleção       | Pts | J | V | E | D | GP | GC | SG |
| ---- | ------------- | --- | - | - | - | - | -- | -- | -- |
| 1    | Países Baixos | 9   | 3 | 3 | 0 | 0 | 6  | 2  | +4 |
| 2    | Canadá        | 6   | 3 | 2 | 0 | 1 | 4  | 2  | +2 |
| 3    | Camarões      | 3   | 3 | 1 | 0 | 2 | 3  | 5  | –2 |
| 4    | Nova Zelândia | 0   | 3 | 0 | 0 | 3 | 1  | 5  | –4 |

| 10 de junho | Canadá       | 1 – 0     | Camarões | Stade de la Mosson, Montpellier          |
| 21:00       | Buchanan 45' | Relatório |          | Público: 10 710 Árbitro: PRK Ri Hyang-ok |

| 11 de junho | Nova Zelândia | 0 – 1     | Países Baixos | Stade Océane, Le Havre                   |
| 15:00       |               | Relatório | Roord 90+2'   | Público: 10 654 Árbitro: BRA Edina Alves |

| 15 de junho | Países Baixos                     | 3 – 1     | Camarões    | Stade du Hainaut, Valenciennes             |
| 15:00       | Miedema 41', 85' · Bloodworth 48' | Relatório | Onguéné 43' | Público: 22 423 Árbitro: AUS Casey Reibelt |

| 15 de junho | Canadá                   | 2 – 0     | Nova Zelândia | Stade des Alpes, Grenoble                      |
| 21:00       | Fleming 48' · Prince 79' | Relatório |               | Público: 14 856 Árbitro: JPN Yoshimi Yamashita |

| 20 de junho | Países Baixos                | 2 – 1     | Canadá       | Stade Auguste-Delaune, Reims                    |
| 18:00       | Dekker 54' · Beerensteyn 75' | Relatório | Sinclair 50' | Público: 19 277 Árbitro: FRA Stéphanie Frappart |

| 20 de junho | Camarões          | 2 – 1     | Nova Zelândia    | Stade de la Mosson, Montpellier             |
| 18:00       | Nchout 57', 90+5' | Relatório | Awona 80' (g.c.) | Público: 8 009 Árbitro: UKR Kateryna Monzul |

### Grupo F
| Pos. | Seleção        | Pts | J | V | E | D | GP | GC | SG  |
| ---- | -------------- | --- | - | - | - | - | -- | -- | --- |
| 1    | Estados Unidos | 9   | 3 | 3 | 0 | 0 | 18 | 0  | +18 |
| 2    | Suécia         | 6   | 3 | 2 | 0 | 1 | 7  | 3  | +4  |
| 3    | Chile          | 3   | 3 | 1 | 0 | 2 | 2  | 5  | –3  |
| 4    | Tailândia      | 0   | 3 | 0 | 0 | 3 | 1  | 20 | –19 |

| 11 de junho | Chile | 0 – 2     | Suécia                     | Roazhon Park, Rennes                        |
| 18:00       |       | Relatório | Asllani 83' · Janogy 90+4' | Público: 15 875 Árbitro: MEX Lucila Venegas |

| 11 de junho | Estados Unidos | 13 – 0    | Tailândia | Stade Auguste-Delaune, Reims                 |
| 21:00       | Morgan 12', 53', 74', 81', 87' · Lavelle 20', 56' · Horan 32' · Mewis 50', 54' · Rapinoe 79' · Pugh 85' · Lloyd 90+2' | Relatório |           | Público: 18 591 Árbitro: ARG Laura Fortunato |

| 16 de junho | Suécia                                                                     | 5 – 1     | Tailândia       | Stade de Nice, Nice                           |
| 15:00       | Sembrant 6' · Asllani 19' · Rolfö 42' · Hurtig 81' · Rubensson 90+6' (pen) | Relatório | Sungngoen 90+1' | Público: 9 354 Árbitro: RWA Salima Mukansanga |

| 16 de junho | Estados Unidos            | 3 – 0     | Chile | Parc des Princes, Paris                   |
| 18:00       | Lloyd 11', 35' · Ertz 26' | Relatório |       | Público: 45 594 Árbitro: GER Riem Hussein |

| 20 de junho | Suécia | 0 – 2     | Estados Unidos                  | Stade Océane, Le Havre                              |
| 21:00       |        | Relatório | Horan 3' · Andersson 50' (g.c.) | Público: 22 418 Árbitro: RUS Anastasia Pustovoitova |

| 20 de junho | Tailândia | 0 – 2     | Chile                             | Roazhon Park, Rennes                             |
| 21:00       |           | Relatório | Boonsing 48' (g.c.) · Urrutia 80' | Público: 13 567 Árbitro: NZL Anna-Marie Keighley |

### Melhores terceiras classificadas
As melhores quatro seleções terceiro colocadas nos grupos também avançaram às oitavas de final.
| Pos. | Seleção   | Pts | J | V | E | D | GP | GC | SG | Gr. |
| ---- | --------- | --- | - | - | - | - | -- | -- | -- | --- |
| 1    | Brasil    | 6   | 3 | 2 | 0 | 1 | 6  | 3  | +3 | C   |
| 2    | China     | 4   | 3 | 1 | 1 | 1 | 1  | 1  | 0  | B   |
| 3    | Camarões  | 3   | 3 | 1 | 0 | 2 | 3  | 5  | –2 | E   |
| 4    | Nigéria   | 3   | 3 | 1 | 0 | 2 | 2  | 4  | –2 | A   |
| 5    | Chile     | 3   | 3 | 1 | 0 | 2 | 2  | 5  | –3 | F   |
| 6    | Argentina | 2   | 3 | 0 | 2 | 1 | 3  | 4  | –1 | D   |

## Fase final

### Esquema
|  | Oitavas de final           | Oitavas de final           |                        |   | Quartas de final | Quartas de final |  |  | Semifinais | Semifinais |  |  | Final | Final |
|  |                            |                            |                        |   |                  |                  |  |  |            |            |  |  |       |       |
|  | 22 de junho – Nice         |                            |                        |   |                  |                  |  |  |            |            |  |  |       |       |
|  |                            |                            |                        |   |                  |                  |  |  |            |            |  |  |       |       |
|  | Noruega (pen)              | 1 (4)                      |                        |   |                  |                  |  |  |            |            |  |  |       |       |
|  | Noruega (pen)              | 1 (4)                      | 27 de junho – Le Havre |   |                  |                  |  |  |            |            |  |  |       |       |
|  | Austrália                  | 1 (1)                      |                        |   |                  |                  |  |  |            |            |  |  |       |       |
|  | Austrália                  | 1 (1)                      | Noruega                | 0 |                  |                  |  |  |            |            |  |  |       |       |
|  | 23 de junho – Valenciennes |                            | Noruega                | 0 |                  |                  |  |  |            |            |  |  |       |       |
|  |                            | Inglaterra                 | 3                      |   |                  |                  |  |  |            |            |  |  |       |       |
|  | Inglaterra                 | Inglaterra                 | 3                      | 3 |                  |                  |  |  |            |            |  |  |       |       |
|  | Inglaterra                 |                            | 2 de julho – Lyon      | 3 |                  |                  |  |  |            |            |  |  |       |       |
|  | Camarões                   | 0                          |                        |   |                  |                  |  |  |            |            |  |  |       |       |
|  | Camarões                   | 0                          | Inglaterra             | 1 |                  |                  |  |  |            |            |  |  |       |       |
|  | 23 de junho – Le Havre     |                            | Inglaterra             | 1 |                  |                  |  |  |            |            |  |  |       |       |
|  |                            | Estados Unidos             | 2                      |   |                  |                  |  |  |            |            |  |  |       |       |
|  | França (pro)               | Estados Unidos             | 2                      | 2 |                  |                  |  |  |            |            |  |  |       |       |
|  | França (pro)               | 28 de junho – Paris        |                        | 2 |                  |                  |  |  |            |            |  |  |       |       |
|  | Brasil                     | 1                          |                        |   |                  |                  |  |  |            |            |  |  |       |       |
|  | Brasil                     | 1                          | França                 | 1 |                  |                  |  |  |            |            |  |  |       |       |
|  | 24 de junho – Reims        |                            | França                 | 1 |                  |                  |  |  |            |            |  |  |       |       |
|  |                            | Estados Unidos             | 2                      |   |                  |                  |  |  |            |            |  |  |       |       |
|  | Espanha                    | Estados Unidos             | 2                      | 1 |                  |                  |  |  |            |            |  |  |       |       |
|  | Espanha                    |                            | 7 de julho – Lyon      | 1 |                  |                  |  |  |            |            |  |  |       |       |
|  | Estados Unidos             | 2                          |                        |   |                  |                  |  |  |            |            |  |  |       |       |
|  | Estados Unidos             | 2                          | Estados Unidos         | 2 |                  |                  |  |  |            |            |  |  |       |       |
|  | 25 de junho – Montpellier  |                            | Estados Unidos         | 2 |                  |                  |  |  |            |            |  |  |       |       |
|  |                            | Países Baixos              | 0                      |   |                  |                  |  |  |            |            |  |  |       |       |
|  | Itália                     | Países Baixos              | 0                      | 2 |                  |                  |  |  |            |            |  |  |       |       |
|  | Itália                     | 29 de junho – Valenciennes |                        | 2 |                  |                  |  |  |            |            |  |  |       |       |
|  | China                      | 0                          |                        |   |                  |                  |  |  |            |            |  |  |       |       |
|  | China                      | 0                          | Itália                 | 0 |                  |                  |  |  |            |            |  |  |       |       |
|  | 25 de junho – Rennes       |                            | Itália                 | 0 |                  |                  |  |  |            |            |  |  |       |       |
|  |                            | Países Baixos              | 2                      |   |                  |                  |  |  |            |            |  |  |       |       |
|  | Países Baixos              | Países Baixos              | 2                      | 2 |                  |                  |  |  |            |            |  |  |       |       |
|  | Países Baixos              |                            | 3 de julho – Lyon      | 2 |                  |                  |  |  |            |            |  |  |       |       |
|  | Japão                      | 1                          |                        |   |                  |                  |  |  |            |            |  |  |       |       |
|  | Japão                      | 1                          | Países Baixos (pro)    | 1 |                  |                  |  |  |            |            |  |  |       |       |
|  | 22 de junho – Grenoble     |                            | Países Baixos (pro)    | 1 |                  |                  |  |  |            |            |  |  |       |       |
|  |                            | Suécia                     | 0                      |   |                  |                  |  |  |            |            |  |  |       |       |
|  | Alemanha                   | Suécia                     | 0                      | 3 |                  |                  |  |  |            |            |  |  |       |       |
|  | Alemanha                   | 29 de junho – Rennes       |                        | 3 |                  |                  |  |  |            |            |  |  |       |       |
|  | Nigéria                    | 0                          |                        |   |                  |                  |  |  |            |            |  |  |       |       |
|  | Nigéria                    | 0                          | Alemanha               | 1 |                  |                  |  |  |            |            |  |  |       |       |
|  | 24 de junho – Paris        |                            | Alemanha               | 1 |                  |                  |  |  |            |            |  |  |       |       |
|  |                            | Suécia                     | 2                      |   |                  |                  |  |  |            |            |  |  |       |       |
|  | Suécia                     | Suécia                     | 2                      | 1 |                  |                  |  |  |            |            |  |  |       |       |
|  | Suécia                     |                            |                        | 1 |                  |                  |  |  |            |            |  |  |       |       |
|  | Canadá                     | 0                          |                        |   |                  |                  |  |  |            |            |  |  |       |       |
|  | Canadá                     | 0                          |                        |   |                  |                  |  |  |            |            |  |  |       |       |

### Oitavas de final
| 22 de junho | Alemanha                                    | 3 – 0     | Nigéria | Stade des Alpes, Grenoble                      |
| 17:30       | Popp 20' · Däbritz 27' (pen) · Schüller 82' | Relatório |         | Público: 17 988 Árbitro: JPN Yoshimi Yamashita |

| 22 de junho | Noruega       | 1 – 1 (pro) | Austrália          | Stade de Nice, Nice                       |
| 21:00       | Herlovsen 31' | Relatório   | Kellond-Knight 83' | Público: 12 229 Árbitro: GER Riem Hussein |

|                               |       | Penalidades         |  |
| C. Hansen Reiten Mjelde Engen | 4 – 1 | Kerr Gielnik Catley |  |

| 23 de junho | Inglaterra                                 | 3 – 0     | Camarões | Stade du Hainaut, Valenciennes         |
| 17:30       | Houghton 14' · White 45+4' · Greenwood 58' | Relatório |          | Público: 20 148 Árbitro: CHN Qin Liang |

| 23 de junho | França                  | 2 – 1 (pro) | Brasil     | Stade Océane, Le Havre                             |
| 21:00       | Gauvin 52' · Henry 107' | Relatório   | Thaísa 63' | Público: 23 965 Árbitro: CAN Marie-Soleil Beaudoin |

| 24 de junho | Espanha    | 1 – 2     | Estados Unidos              | Stade Auguste-Delaune, Reims                 |
| 18:00       | Hermoso 9' | Relatório | Rapinoe 7' (pen), 75' (pen) | Público: 19 633 Árbitro: HUN Katalin Kulcsár |

| 24 de junho | Suécia           | 1 – 0     | Canadá | Parc des Princes, Paris                    |
| 21:00       | Blackstenius 55' | Relatório |        | Público: 38 078 Árbitro: AUS Kate Jacewicz |

| 25 de junho | Itália                   | 2 – 0     | China | Stade de la Mosson, Montpellier          |
| 18:00       | Giacinti 15' · Galli 49' | Relatório |       | Público: 17 492 Árbitro: BRA Edina Alves |

| 25 de junho | Países Baixos          | 2 – 1     | Japão        | Roazhon Park, Rennes                        |
| 21:00       | Martens 17', 90' (pen) | Relatório | Hasegawa 43' | Público: 21 076 Árbitro: HON Melissa Borjas |

### Quartas de final
| 27 de junho | Noruega | 0 – 3     | Inglaterra                        | Stade Océane, Le Havre                      |
| 21:00       |         | Relatório | Scott 3' · White 40' · Bronze 57' | Público: 21 111 Árbitro: MEX Lucila Venegas |

| 28 de junho | França     | 1 – 2     | Estados Unidos  | Parc des Princes, Paris                      |
| 21:00       | Renard 81' | Relatório | Rapinoe 5', 65' | Público: 45 595 Árbitro: UKR Kateryna Monzul |

| 29 de junho | Itália | 0 – 2     | Países Baixos                   | Stade du Hainaut, Valenciennes                 |
| 15:00       |        | Relatório | Miedema 70' · Van der Gragt 80' | Público: 22 600 Árbitro: URU Claudia Umpiérrez |

| 29 de junho | Alemanha   | 1 – 2     | Suécia                           | Roazhon Park, Rennes                            |
| 18:30       | Magull 16' | Relatório | Jakobsson 22' · Blackstenius 48' | Público: 25 301 Árbitro: FRA Stéphanie Frappart |

### Semifinal
| 2 de julho | Inglaterra | 1 – 2     | Estados Unidos         | Parc Olympique Lyonnais, Lyon            |
| 21:00      | White 19'  | Relatório | Press 10' · Morgan 31' | Público: 53 512 Árbitro: BRA Edina Alves |

| 3 de julho | Países Baixos | 1 – 0 (pro) | Suécia | Parc Olympique Lyonnais, Lyon                      |
| 21:00      | Groenen 99'   | Relatório   |        | Público: 48 452 Árbitro: CAN Marie-Soleil Beaudoin |

### Disputa pelo terceiro lugar
| 6 de julho | Inglaterra | 1 – 2     | Suécia                      | Stade de Nice, Nice                                 |
| 17:00      | Kirby 31'  | Relatório | Asllani 11' · Jakobsson 22' | Público: 20 316 Árbitro: RUS Anastasia Pustovoitova |

### Final
| 7 de julho | Estados Unidos                  | 2 – 0     | Países Baixos | Parc Olympique Lyonnais, Lyon                   |
| 17:00      | Rapinoe 61' (pen) · Lavelle 69' | Relatório |               | Público: 57 900 Árbitro: FRA Stéphanie Frappart |

## Premiação
| Copa do Mundo de Futebol Feminino de 2019 |
| Estados Unidos                            |
| ----------------------------------------- |
| Estados Unidos Campeã (4.º título)        |

| Chuteira de Ouro | Bola de Ouro  | Luva de Ouro        | Jogadora Jovem | Troféu FIFA Fair Play |
| ---------------- | ------------- | ------------------- | -------------- | --------------------- |
| Megan Rapinoe    | Megan Rapinoe | Sari van Veenendaal | Giulia Gwinn   | França                |

## Artilharia
6 gols (3)
- ENG Ellen White
- USA Alex Morgan
- USA Megan Rapinoe

5 gols (1)
- AUS Sam Kerr

4 gols (2)
- BRA Cristiane
- FRA Wendie Renard

3 gols (8)
- ESP Jennifer Hermoso
- GER Sara Däbritz
- ITA Aurora Galli
- ITA Cristiana Girelli
- NED Vivianne Miedema
- SWE Kosovare Asllani
- USA Carli Lloyd
- USA Rose Lavelle

2 gols (14)
- BRA Marta
- CMR Ajara Nchout
- FRA Amandine Henry
- FRA Eugénie Le Sommer
- FRA Valérie Gauvin
- GER Alexandra Popp
- GER Lina Magull
- ITA Barbara Bonansea
- NED Lieke Martens
- NOR Isabell Herlovsen
- SWE Sofia Jakobsson
- SWE Stina Blackstenius
- USA Lindsey Horan
- USA Sam Mewis

1 gol (55)
- ARG Florencia Bonsegundo
- ARG Milagros Menéndez
- AUS Caitlin Foord
- AUS Chloe Logarzo
- AUS Elise Kellond-Knight
- BRA Thaísa
- CAN Christine Sinclair
- CAN Kadeisha Buchanan
- CAN Jessie Fleming
- CAN Nichelle Prince
- CHI María José Urrutia
- CHN Li Ying
- CMR Gabrielle Onguéné
- ENG Alex Greenwood
- ENG Fran Kirby
- ENG Jill Scott
- ENG Jodie Taylor
- ENG Lucy Bronze
- ENG Nikita Parris
- ENG Steph Houghton
- ESP Lucía García
- GER Giulia Gwinn
- GER Lea Schüller
- GER Melanie Leupolz
- ITA Valentina Giacinti
- JAM Havana Solaun
- JPN Mana Iwabuchi
- JPN Yui Hasegawa
- JPN Yuika Sugasawa
- KOR Yeo Min-ji
- NED Anouk Dekker
- NED Dominique Bloodworth
- NED Jackie Groenen
- NED Jill Roord
- NED Lineth Beerensteyn
- NED Stefanie van der Gragt
- NGA Asisat Oshoala
- NOR Caroline Graham Hansen
- NOR Guro Reiten
- NOR Lisa-Marie Karlseng Utland
- RSA Thembi Kgatlana
- SCO Claire Emslie
- SCO Erin Cuthbert
- SCO Jennifer Beattie
- SCO Kim Little
- SCO Lana Clelland
- SWE Elin Rubensson
- SWE Fridolina Rolfö
- SWE Lina Hurtig
- SWE Linda Sembrant
- SWE Madelen Janogy
- THA Kanjana Sungngoen
- USA Julie Ertz
- USA Mallory Pugh
- USA Christen Press

Gols contra (8)
- BRA Mônica (para a Austrália)
- CMR Aurelle Awona (para a Nova Zelândia)
- FRA Wendie Renard (para a Noruega)
- KOR Kim Do-yeon (para a Nigéria)
- NGA Osinachi Ohale (para a Noruega)
- SCO Lee Alexander (para a Argentina)
- SWE Jonna Andersson (para os Estados Unidos)
- THA Waraporn Boonsing (para o Chile)

## Qualificação para os Jogos Olímpicos
A Copa do Mundo foi utilizada pela União das Associações Europeias de Futebol (UEFA) para qualificar as equipes do continente aos torneio de futebol feminino dos Jogos Olímpicos de 2020 no Japão, com as três melhores performances (considerando apenas a fase alcançada) obtendo a classificação.
Com a vitória dos Estados Unidos sobre a França nas quartas de final, todas as demais equipes classificadas as semifinais se garantiram nos Jogos Olímpicos por serem europeias.
| Seleção       | Data de qualificação | Aparições anteriores em Jogos Olímpicos |
| ------------- | -------------------- | --------------------------------------- |
| Grã-Bretanha1 | 28 de junho de 2019  | 1 (2012)                                |
| Países Baixos | 29 de junho de 2019  | Estreante                               |
| Suécia        | 29 de junho de 2019  | 6 (1996, 2000, 2004, 2008, 2012, 2016)  |

1Inglaterra e Escócia representaram a Grã-Bretanha na Copa do Mundo, mas apenas a performance da Inglaterra foi considerada para a qualificação em acordo entre as quatro associações de futebol britânicas (Escócia, Inglaterra, Irlanda do Norte e País de Gales).

## Publicidade

### Logotipo
O emblema e slogan foi lançado em 19 de setembro de 2017 no Museu do Homem em Paris. O emblema é uma forma do troféu da Copa do Mundo de Futebol Feminino com as cores da Bandeira da França, as listras da moda passada e presente dos marinheiros franceses marinhos e a bola de luz com oito fragmentos e com o símbolo de Fleur-de-lis. O slogan é "Dare to Shine" (Francês traduzido: Le moment de briller).

### Mascote
O mascote oficial foi chamado de "Ettie" e revelado em 12 de maio de 2018 na sede do Groupe TF1, e foi transmitido na LCI. Ela fez sua primeira aparição pública em Paris em frente à icônica Torre Eiffel. A Fifa descreve-a como "uma jovem galinha com paixão pela vida e pelo futebol" e afirma que "ela vem de uma longa linhagem de mascotes de penas e é filha do Footix, mascote oficial da Copa do Mundo de 1998 na França".

### Direitos de transmissão
- Austrália – Optus Sport[40]
- Brasil – Grupo Globo e Grupo Bandeirantes. Na televisão aberta, pela primeira vez os jogos da seleção brasileira foram transmitidos pela Rede Globo e pela Rede Bandeirantes, sendo que a última passou alguns jogos de outras seleções e ambas exibiram a final. Na televisão a cabo, os jogos foram transmitidos pela SporTV e BandSports.[41]
- Canadá – CTV, TSN, RDS[42][43]
- Estados Unidos – FOX, FS1, Telemundo, Universo[44]
- França – Groupe TF1, Canal+ Group[45]
- Reino Unido – BBC[46]
- Europa – EBU[47]

### Repercussão
Pela mídia, obteve uma forte divulgação além de um destaque maior na competição, se tornando a edição mais vista da história, quebrando recordes de audiência pelo mundo. Em alguns países, superou até mesmo os jogos das seleções masculinas de futebol. No Brasil, o jogo de estreia da seleção nacional contra a Jamaica, aumentou em 90% a média das manhãs de domingo da Rede Globo. Já nas oitavas de final durante a partida entre Brasil e França, a emissora registrou 30,4 pontos, números estes que são vistos apenas na telenovela das nove e no Jornal Nacional. Na Rede Bandeirantes, a melhor marca ficou na partida entre Suécia e Estados Unidos, quando alcançou seis pontos de média com picos de oito e permaneceu em terceiro lugar isolado em termos de audiência. Pelo SporTV, com a cobertura de todos os jogos na TV por assinatura, houve um aumento de 300% com relação a edição anterior.